# Diego Simonet
Diego Esteban Simonet Moldes, né le 26 décembre 1989 à Vicente López, est un handballeur argentin. Il joue au poste de demi-centre au Montpellier Handball depuis 2013.

## Biographie
Ses parents, Luis Simonet et Alicia Moldes sont tous deux anciens joueurs de l'équipe nationale de l'Argentine. Malgré l'omniprésence du football, Diego et ses deux frères, Sebastián et Pablo, se tournent donc vers le handball. Fer de lance de la génération « en or » du handball argentin en compagnie de Juan Pablo Fernández et Federico Matías Vieyra, Diego Simonet est considéré comme l'une des plus grandes promesses du handball à travers le monde. Ainsi, au championnat du monde jeunes en 2007, l'Argentine atteint les demi-finales de la compétition, un résultat totalement inattendu et jamais atteint jusqu'alors. Défaits par le Danemark, futur vainqueur, puis la Suède, ils devront se contenter de la quatrième place. Deux ans plus tard, la même équipe participe au championnat du monde junior en 2009 : si elle est la seule équipe à battre l'Allemagne (futur vainqueur), elle termine finalement à la sixième place, une nouvelle fois battue par la Suède.
Au championnat du monde 2011, Diego et sa génération s'installe dans l'équipe senior où il retrouve son frère ainé Sebastián. L'Argentine se révèle alors aux yeux du monde : après un match nul face à la Corée du Sud et une défaite d'un but face à la Pologne, elle bat alors successivement la Slovaquie (23-18), la Suède (27-22, la Suède évoluant pourtant à domicile) et le Chili (35-25), terminant troisième de sa poule et étant ainsi qualifié pour le tour principal. Si l'Argentine s'incline à trois reprises, dont une très lourde défaite 38 à 18 face à la Croatie, elle termine à la douzième place après avoir poussé l'Allemagne à deux prolongations dans le match pour la 11e place.
En avril 2011, Diego et son frère Sebastian signent à l'US Ivry. Avec le club francilien, il atteint la finale de la Coupe de France 2012 mais, malgré un Diego Simonet étincelant (7 buts dont un magnifique kung-fu en première temps), le Montpellier AHB s'impose pour la 11e fois.
Aux Jeux olympiques 2012 de Londres, l'Argentine ne parvient pas à sortir de la phase de poule et termine à la dixième place. Le championnat du monde 2013 en Espagne est l'occasion de réunir pour la première fois dans une compétition officielle les trois frères, Diego, Sebastián et Pablo. Malgré une victoire lors du premier match face au Monténégro où Diego finit meilleur buteur du match avec 7 buts, l'Argentine perd ses 4 autres matchs de poules et termine finalement à la 18e place. Contacté par Montpellier Agglomération Handball pendant le championnat du monde, sa signature est annoncée le 7 février 2013 pour les trois saisons suivantes en vue de remplacer Nikola Karabatic. C'est son petit frère, Pablo, qui le remplace à l'US Ivry.
A Montpellier, il remporte deux Coupes de la Ligue en 2014 et 2016 ainsi qu'une Coupe de France en 2016. En 2018, s'il doit concéder le titre de champion de France au Paris Saint-Germain après une cruelle défaite lors de l'avant dernière journée, Simonet joue un rôle majeur dans la victoire en Ligue des champions, étant d'ailleurs élu meilleur joueur de la finale à quatre.

## Palmarès

### En club
Compétitions internationales
- Vainqueur de la Ligue des champions (1) : 2018
- Ligue européenne
  - Finaliste 2025
  - Quatrième 2023

Compétitions nationales
- Deuxième du Championnat de France (5) : 2015, 2018, 2019, 2021, 2023
- Troisième du Championnat de France (2) : 2017, 2024
- Vainqueur de la Coupe de la Ligue française (2) : 2014, 2016
  - Finaliste en 2019
- Vainqueur de la Coupe de France (1) : 2016
  - Finaliste en 2012[6],  2017 et 2023
- Vainqueur du Trophée des champions (1) : 2018

### En équipe nationale
Jeux olympiques
- 10e place aux Jeux olympiques 2012
- 12e place aux Jeux olympiques 2020

Championnats du monde
- 12e place au championnat du monde 2011
- 13e place au championnat du monde 2013
- 12e place au Championnat du monde 2015
- 18e place au Championnat du monde 2017
- 11e place au Championnat du monde 2021
- 19e place au Championnat du monde 2023

Jeux panaméricains
- Médaille d'or aux Jeux panaméricains de 2011 (en)
- Médaille d'argent aux Jeux panaméricains de 2015 (en)
- Médaille d'or aux Jeux panaméricains de 2019

Championnats panaméricain
- Médaille d'or au championnat panaméricain 2012
- Médaille d'or au championnat panaméricain 2014
- Médaille de bronze au championnat panaméricain 2016
- Médaille d'or au championnat panaméricain 2018

Compétitions jeunes et junior
- 4e place au championnat du monde jeunes en 2007
- 6e place au championnat du monde junior en 2009

### Récompenses individuelles
- Élu meilleur joueur de la finale à quatre de Ligue des champions 2018[7]
- Élu meilleur handballeur argentin de l'année (5) : 2009, 2013, 2014[8], 2015[9], 2017.
- Élu meilleur demi-centre du championnat de France (2) : 2014[10], 2015[11]
- Élu meilleur joueur du mois du championnat de France en mars 2012[12].

## Autres activités
Diego Simonet est également un grand amateur de jeux de société. En 2017, il se lance dans la conception d'un jeu basé sur l'Argentine, son pays natal et raconte son origine : « Adolescent, j'adorais le Mastermind (...). Il y a trois ans, j'ai eu l'idée de créer un jeu qui s'en inspirerait, mais plus ludique et avec des références à l'histoire de l'Argentine. Cette nuit-là, je n'ai pas fermé l'oeil, j'ai commencé à imaginer les cartes du jeu en surfant sur internet. Mon épouse venait de tomber enceinte, on a passé de nombreuses soirées à tester ensemble les premières versions ».
Il l'intitule 1812, en hommage à la date de création du drapeau. Le but du jeu est de retrouver une combinaison secrète qui permet au meneur de jeu, entre autres, de dévoiler les secrets d'élaboration de l'étendard. En 2020, le prototype rencontre un franc succès à Montpellier et même au sein de son club, certains coéquipiers y jouant souvent lors de déplacements.